# Luke Steyn
Luke Henri Steyn (Harare, 7 juni 1993) is een Zimbabwaans alpineskiër. Hij nam deel aan de Olympische Winterspelen van 2014 welke plaatsvonden in Sotsji. Hij was de eerste deelnemer die voor Zimbabwe uitkwam op de Winterspelen.
Toen Steyn 2 jaar was, verhuisde hij met zijn familie naar Zug in Zwitserland waar hij later ook leerde skiën. Hij studeert bedrijfskunde aan de Universiteit van Colorado te Boulder. In de zomer van 2013 kwalificeerde hij zich om deel te nemen aan de Winterspelen. Van het Internationaal Olympisch Comité ontving hij een beurs, hierdoor ontving hij niet alleen financiële- maar ook technische support om de benodigde kwalificatiepunten binnen te halen.

Tijdens de Olympische Spelen in Sotsji nam hij deel aan de volgende onderdelen:
| Sport       | Onderdeel        | Resultaat | Prestatie |
| ----------- | ---------------- | --------- | --------- |
| Alpineskiën | Reuzenslalom (m) | 57e       | 3.06,55   |
| Alpineskiën | Slalom (m)       |           | DNF       |